# Xian de Dangchang
Le xian de Dangchang (宕昌县 ; pinyin : Dàngchāng Xiàn) est un district administratif de la province du Gansu en Chine. Il est placé sous la juridiction de la ville-préfecture de Longnan.

## Démographie
La population du district était de 283 559 habitants en 1999.